# 2010年のNFLドラフト

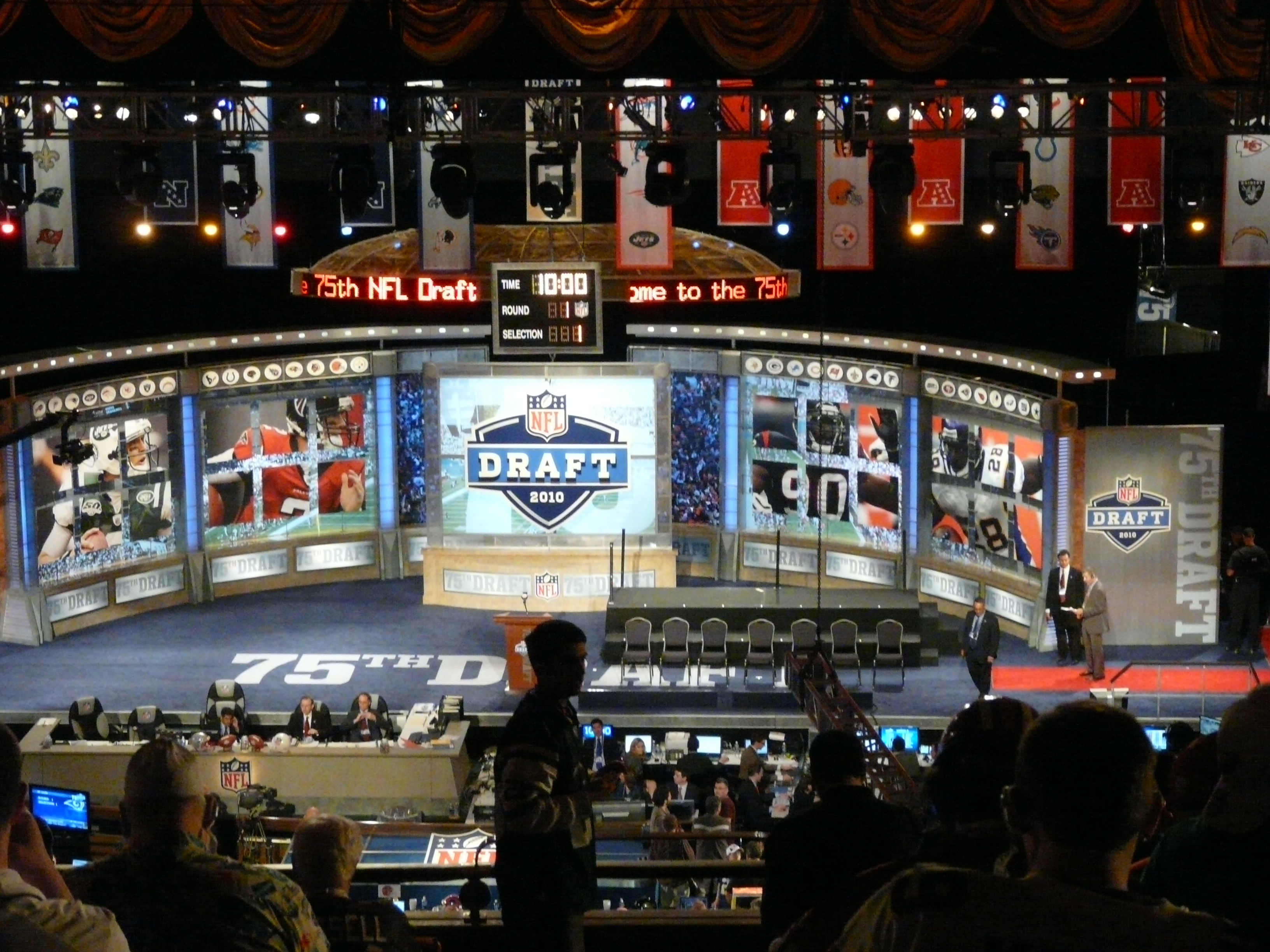
会場のラジオシティ・ミュージックホール

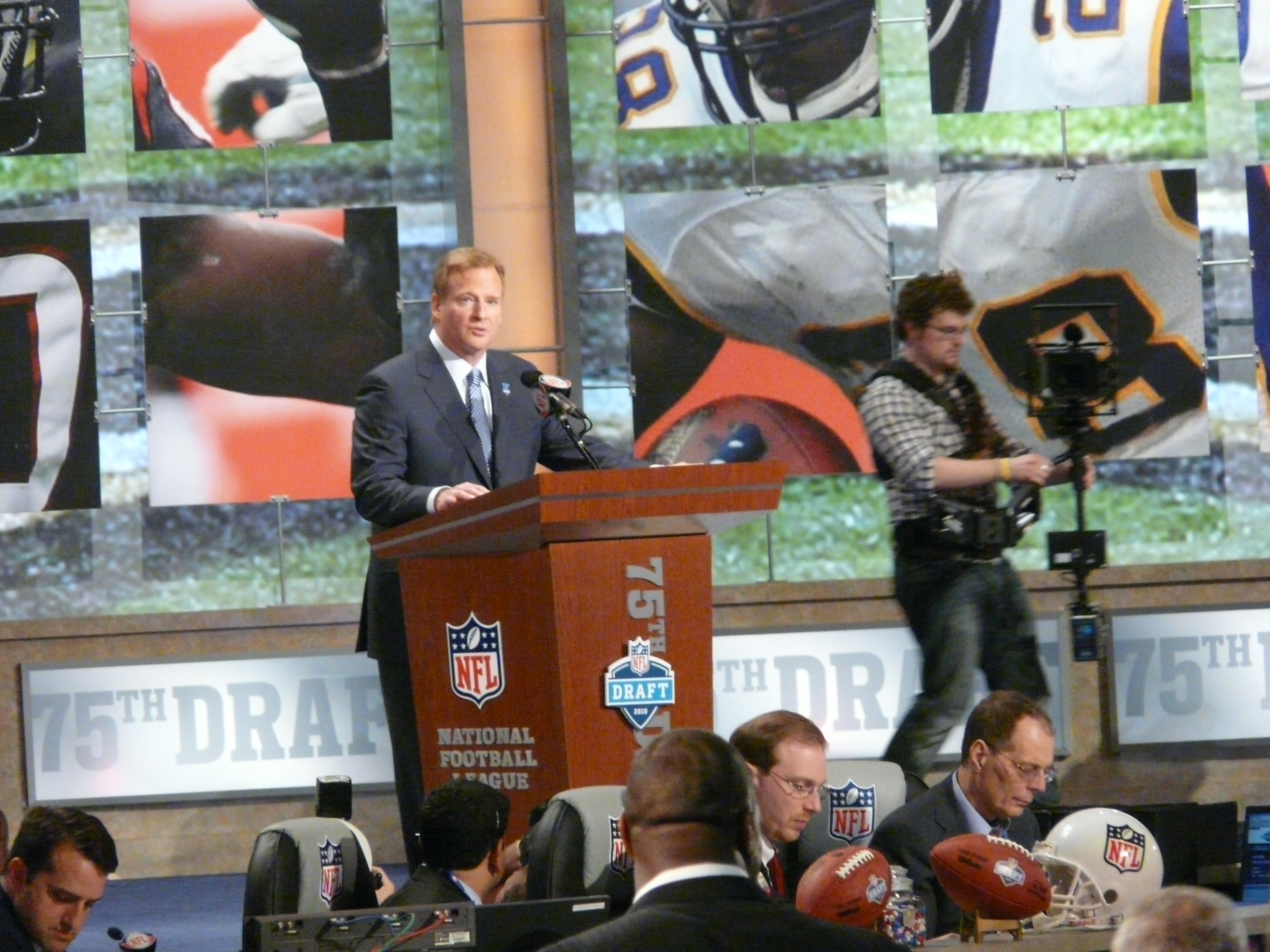
指名された選手を読み上げるロジャー・グッデルコミッショナー

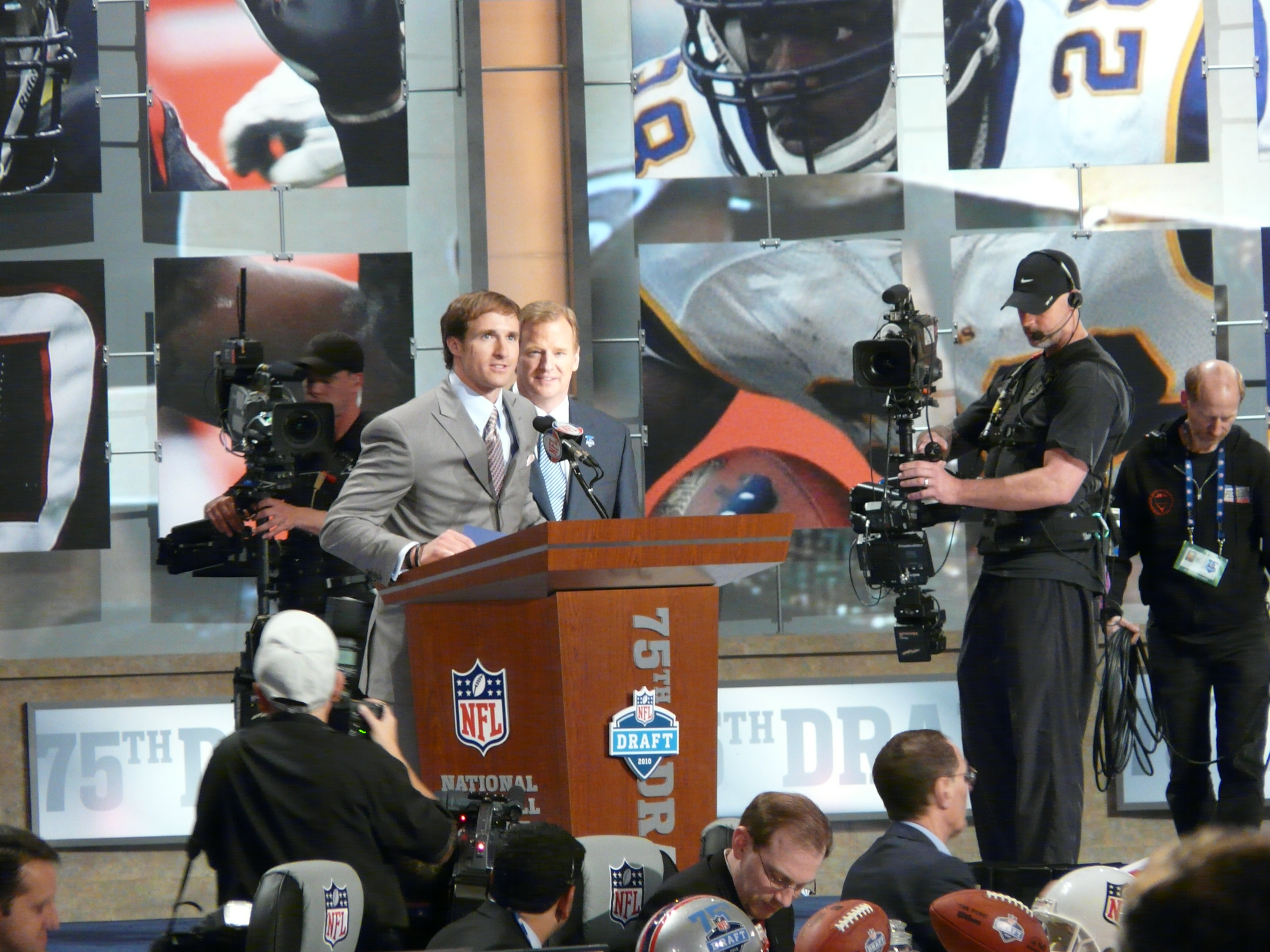
セインツの1巡指名選手を発表するドリュー・ブリーズ

2010年のNFLドラフトは75回目のNFLドラフト。2010年4月22日から24日までの3日間ニューヨークのラジオシティ・ミュージックホールで開催され、NFL32チームから合計255名の選手が指名された。初日に1巡指名の32選手、2日目には2巡と3巡の指名、3日目には4巡から7巡の指名が行われた。全米ではNFLネットワークとESPNによって放送された。
ドラフト指名順は前年のレギュラーシーズンの成績及びプレーオフの成績に基づき決定された。2009年シーズン、1勝15敗と最も成績の悪かったセントルイス・ラムズから完全ウェーバー制で指名が行われた。2009年に行われたオーナー会議の決定で、プレーオフへ出場したチームは、プレーオフ出場を逃したチームの後の指名権となった。前年のドラフトまでは、スーパーボウルに出場したチームを除いてレギュラーシーズンの成績順の指名権となっており、2008年シーズンのワイルドカードプレーオフで、12勝4敗のインディアナポリス・コルツは8勝8敗のサンディエゴ・チャージャーズに敗れたが、チャージャーズが16番目の指名権、コルツが27番目の指名権となった。
| 前年の成績                   | ドラフト指名順 |
| ---------------------------- | -------------- |
| プレーオフを逃したチーム     | 1–20           |
| ワイルドカードプレーオフ敗退 | 21–24          |
| ディビジョナルプレーオフ敗退 | 25–28          |
| カンファレンス選手権敗退     | 29–30          |
| スーパーボウル敗退           | 31             |
| スーパーボウル優勝           | 32             |

この年のタイブレークとなったチーム同士はコイントスを行い、ジャクソンビル・ジャガーズが10番目、シカゴ・ベアーズが11番目に、テネシー・タイタンズが16番目、カロライナ・パンサーズが17番目、アトランタ・ファルコンズが19番目、ヒューストン・テキサンズが20番目となった。
ラムズは2008年にハイズマン賞を受賞したオクラホマ大学のサム・ブラッドフォードを全体1位で指名した。2007年のハイズマン賞を受賞したティム・ティーボウも1巡25位でデンバー・ブロンコスに指名された。2人以上のハイズマン賞受賞者が同時にドラフトで指名されたのは10度目であった。全体6位までに指名された選手のうち5人はビッグ12カンファレンスからの指名であった。
全体1位、2位で指名されたブラッドフォード、エンダムカン・スーの2人は最優秀新人攻撃部門、守備部門に選ばれたが、これは1981年のジョージ・ロジャース、ローレンス・テイラーに続いて史上2組目であった。ESPNの放送は729万人が視聴したが、これはドラフト史上最多の視聴者数であり、ESPNの番組史上2位の視聴者数であった。
255人のドラフト指名を受けた選手のうち、全体の84%にあたる216人はNFLスカウティングコンバインに招待された327人に含まれたが、39人の選手はスカウティングコンバインに招待されていない選手であった。
2011年のNFLドラフトからは新しい労使協定(CBA)により、新人選手の契約に対するサラリーキャップが厳しくなることが予期され、史上最多タイとなる53人の3年生以下の選手がアーリーエントリーを行った。
各チームには1巡では10分、2巡では7分、3巡以下では5分の持ち時間が与えられた。1巡の指名は3時間28分で終わった。

## 指名選手一覧

### 1巡指名選手
| 指名順位 | チーム                                 | 選手名                       | ポジション | 出身大学                 |
| 1        | セントルイス・ラムズ                   | サム・ブラッドフォード       | QB         | オクラホマ大学           |
| 2        | デトロイト・ライオンズ                 | エンダムカン・スー           | DT         | ネブラスカ大学           |
| 3        | タンパベイ・バッカニアーズ             | ジェラルド・マッコイ         | DT         | オクラホマ大学           |
| 4        | ワシントン・レッドスキンズ             | トレント・ウィリアムズ       | OT         | オクラホマ大学           |
| 5        | カンザスシティ・チーフス               | エリック・ベリー             | S          | テネシー大学             |
| 6        | シアトル・シーホークス                 | ラッセル・オクング           | OT         | オクラホマ州立大学       |
| 7        | クリーブランド・ブラウンズ             | ジョー・ヘイデン             | CB         | フロリダ大学             |
| 8        | オークランド・レイダース               | ローランド・マクレイン       | LB         | アラバマ大学             |
| 9        | バッファロー・ビルズ                   | C・J・スピラー               | RB         | クレムゾン大学           |
| 10       | ジャクソンビル・ジャガーズ             | タイソン・アルアル           | DT         | カリフォルニア大学       |
| 11       | サンフランシスコ・フォーティナイナーズ | アンソニー・デービス         | OT         | ラトガース大学           |
| 12       | サンディエゴ・チャージャーズ           | ライアン・マシューズ         | RB         | フレズノ州立大学         |
| 13       | フィラデルフィア・イーグルス           | ブランドン・グレアム         | DE         | ミシガン大学             |
| 14       | シアトル・シーホークス                 | アール・トーマス             | S          | テキサス大学             |
| 15       | ニューヨーク・ジャイアンツ             | ジェイソン・ピエール＝ポール | DE         | 南フロリダ大学           |
| 16       | テネシー・タイタンズ                   | デリック・モーガン           | DE         | ジョージア工科大学       |
| 17       | サンフランシスコ・フォーティナイナーズ | マイク・アイウバティ         | G          | アイダホ大学             |
| 18       | ピッツバーグ・スティーラーズ           | マーキス・パウンシー         | C          | フロリダ大学             |
| 19       | アトランタ・ファルコンズ               | ショーン・ウェザースプーン   | LB         | ミズーリ大学             |
| 20       | ヒューストン・テキサンズ               | カリーム・ジャクソン         | CB         | アラバマ大学             |
| 21       | シンシナティ・ベンガルズ               | ジャーメイン・グレシャム     | TE         | オクラホマ大学           |
| 22       | デンバー・ブロンコス                   | デマリアス・トーマス         | WR         | ジョージア工科大学       |
| 23       | グリーンベイ・パッカーズ               | ブライアン・ブラガ           | OT         | アイオワ大学             |
| 24       | ダラス・カウボーイズ                   | デズ・ブライアント           | WR         | オクラホマ州立大学       |
| 25       | デンバー・ブロンコス                   | ティム・ティーボウ           | QB         | フロリダ大学             |
| 26       | アリゾナ・カージナルス                 | ダン・ウィリアムズ           | DT         | テネシー大学             |
| 27       | ニューイングランド・ペイトリオッツ     | デビン・マコーティ           | CB         | ラトガース大学           |
| 28       | マイアミ・ドルフィンズ                 | ジャレッド・オドリック       | DT         | ペンシルベニア州立大学   |
| 29       | ニューヨーク・ジェッツ                 | カイル・ウィルソン           | CB         | ボイシ州立大学           |
| 30       | デトロイト・ライオンズ                 | ジャービッド・ベスト         | RB         | カリフォルニア大学       |
| 31       | インディアナポリス・コルツ             | ジェリー・ヒューズ           | DE         | テキサスクリスチャン大学 |
| 32       | ニューオーリンズ・セインツ             | パトリック・ロビンソン       | CB         | フロリダ州立大学         |

### 2巡指名選手
| 指名順位 | チーム                                 | 選手名                   | ポジション | 出身大学                 |
| 33       | セントルイス・ラムズ                   | ロジャー・サフォード     | OT         | インディアナ大学         |
| 34       | ミネソタ・バイキングス                 | クリス・クック           | CB         | バージニア大学           |
| 35       | タンパベイ・バッカニアーズ             | ブライアン・プライス     | DT         | UCLA                     |
| 36       | カンザスシティ・チーフス               | デクスター・マクラスター | RB         | ミシシッピ大学           |
| 37       | フィラデルフィア・イーグルス           | ネイト・アレン           | S          | 南フロリダ大学           |
| 38       | クリーブランド・ブラウンズ             | T・J・ウォード           | S          | オレゴン大学             |
| 39       | タンパベイ・バッカニアーズ             | アレリアス・ベン         | WR         | イリノイ大学             |
| 40       | マイアミ・ドルフィンズ                 | コア・ミシ               | DE         | ユタ大学                 |
| 41       | バッファロー・ビルズ                   | トレル・トロープ         | DT         | セントラルフロリダ大学   |
| 42       | ニューイングランド・ペイトリオッツ     | ロブ・グロンカウスキー   | TE         | アリゾナ大学             |
| 43       | ボルチモア・レイブンズ                 | セルジオ・キンドル       | DE         | テキサス大学             |
| 44       | オークランド・レイダース               | ラマー・ヒューストン     | DT         | テキサス大学             |
| 45       | デンバー・ブロンコス                   | ゼーン・ビードルズ       | OT         | ユタ大学                 |
| 46       | ニューヨーク・ジャイアンツ             | リンバル・ジョセフ       | DT         | 東カロライナ大学         |
| 47       | アリゾナ・カージナルス                 | ダリル・ワシントン       | LB         | テキサスクリスチャン大学 |
| 48       | カロライナ・パンサーズ                 | ジミー・クローセン       | QB         | ノートルダム大学         |
| 49       | サンフランシスコ・フォーティナイナーズ | テイラー・メイズ         | S          | USC                      |
| 50       | カンザスシティ・チーフス               | ハビアー・アリーナス     | CB         | アラバマ大学             |
| 51       | ミネソタ・バイキングス                 | トビー・ガーハート       | RB         | スタンフォード大学       |
| 52       | ピッツバーグ・スティーラーズ           | ジェイソン・ワーリルズ   | DE         | バージニア工科大学       |
| 53       | ニューイングランド・ペイトリオッツ     | ジャーメイン・カニンガム | DE         | フロリダ大学             |
| 54       | シンシナティ・ベンガルズ               | カルロス・ダンラップ     | DE         | フロリダ大学             |
| 55       | ダラス・カウボーイズ                   | ショーン・リー           | LB         | ペンシルベニア州立大学   |
| 56       | グリーンベイ・パッカーズ               | マイク・ニール           | DT         | パデュー大学             |
| 57       | ボルチモア・レイブンズ                 | テレンス・コディ         | DT         | アラバマ大学             |
| 58       | ヒューストン・テキサンズ               | ベン・テイト             | RB         | オーバーン大学           |
| 59       | クリーブランド・ブラウンズ             | モンタリオ・ハーデスティ | RB         | テネシー大学             |
| 60       | シアトル・シーホークス                 | ゴールデン・テイト       | WR         | ノートルダム大学         |
| 61       | ニューヨーク・ジェッツ                 | ヴラジミール・デュカッセ | OT         | マサチューセッツ大学     |
| 62       | ニューイングランド・ペイトリオッツ     | ブランドン・スパイクス   | LB         | フロリダ大学             |
| 63       | インディアナポリス・コルツ             | パット・アンジェラー     | LB         | アイオワ大学             |
| 64       | ニューオーリンズ・セインツ             | チャールズ・ブラウン     | CB         | バンダービルト大学       |

### 3巡指名選手
| 指名順位 | チーム                                 | 選手名                                               | ポジション                                           | 出身大学                                             |
| 65       | セントルイス・ラムズ                   | ジェローム・マーフィー                               | CB                                                   | 南フロリダ大学                                       |
| 66       | デトロイト・ライオンズ                 | アマリ・スピービー                                   | CB                                                   | アイオワ大学                                         |
| 67       | タンパベイ・バッカニアーズ             | マイロン・ルイス                                     | CB                                                   | バンダービルト大学                                   |
|          | ワシントン・レッドスキンズ             | 2009年の補足ドラフトでの指名により、指名権を失った。 | 2009年の補足ドラフトでの指名により、指名権を失った。 | 2009年の補足ドラフトでの指名により、指名権を失った。 |
| 68       | カンザスシティ・チーフス               | ジョン・アサモア                                     | G                                                    | イリノイ大学                                         |
| 69       | オークランド・レイダース               | ジャレッド・ベルドヒーア                             | OT                                                   | ヒルスデイル大学                                     |
| 70       | ボルチモア・レイブンズ                 | エド・ディクソン                                     | TE                                                   | オレゴン大学                                         |
| 71       | グリーンベイ・パッカーズ               | モーガン・バーネット                                 | S                                                    | ジョージア工科大学                                   |
| 72       | バッファロー・ビルズ                   | アレックス・キャリントン                             | DE                                                   | アーカンソー州立大学                                 |
| 73       | マイアミ・ドルフィンズ                 | ジョン・ジェリー                                     | OT                                                   | ミシシッピ大学                                       |
| 74       | ジャクソンビル・ジャガーズ             | ダントニー・スミス                                   | DT                                                   | ルイジアナ工科大学                                   |
| 75       | シカゴ・ベアーズ                       | メジャー・ライト                                     | S                                                    | フロリダ大学                                         |
| 76       | ニューヨーク・ジャイアンツ             | チャド・ジョーンズ                                   | S                                                    | ルイジアナ州立大学                                   |
| 77       | テネシー・タイタンズ                   | ダミアン・ウィリアムズ                               | WR                                                   | USC                                                  |
| 78       | カロライナ・パンサーズ                 | ブランドン・ラフェル                                 | WR                                                   | ルイジアナ州立大学                                   |
| 79       | サンディエゴ・チャージャーズ           | ドナルド・バトラー                                   | LB                                                   | ワシントン大学                                       |
| 80       | デンバー・ブロンコス                   | J・D・ウォルトン                                     | C                                                    | ベイラー大学                                         |
| 81       | ヒューストン・テキサンズ               | アール・ミッチェル                                   | DT                                                   | アリゾナ大学                                         |
| 82       | ピッツバーグ・スティーラーズ           | エマニュエル・サンダース                             | WR                                                   | 南メソジスト大学                                     |
| 83       | アトランタ・ファルコンズ               | コーリー・ピーターズ                                 | DT                                                   | ケンタッキー大学                                     |
| 84       | シンシナティ・ベンガルズ               | ジョーダン・シプリー                                 | WR                                                   | テキサス大学                                         |
| 85       | クリーブランド・ブラウンズ             | コルト・マッコイ                                     | QB                                                   | テキサス大学                                         |
| 86       | フィラデルフィア・イーグルス           | ダニエル・テオ＝ネシェイム                           | DE                                                   | ワシントン大学                                       |
| 87       | デンバー・ブロンコス                   | エリック・デッカー                                   | WR                                                   | ミネソタ大学                                         |
| 88       | アリゾナ・カージナルス                 | アンドレ・ロバーツ                                   | WR                                                   | シタデル・ミリタリー・カレッジ                       |
| 89       | カロライナ・パンサーズ                 | アーマンティ・エドワーズ                             | WR                                                   | アパラチアン州立大学                                 |
| 90       | ニューイングランド・ペイトリオッツ     | テイラー・プライス                                   | WR                                                   | オハイオ大学                                         |
| 91       | サンフランシスコ・フォーティナイナーズ | ナバロ・ボウマン                                     | LB                                                   | ペンシルベニア州立大学                               |
| 92       | クリーブランド・ブラウンズ             | ショーン・ラウバオ                                   | OT                                                   | アリゾナ州立大学                                     |
| 93       | カンザスシティ・チーフス               | トニー・モエアキ                                     | TE                                                   | アイオワ大学                                         |
| 94       | インディアナポリス・コルツ             | ケビン・トーマス                                     | CB                                                   | USC                                                  |
| 95       | ニューオーリンズ・セインツ             | ジミー・グレアム                                     | TE                                                   | マイアミ大学                                         |
| 96       | シンシナティ・ベンガルズ               | ブランドン・ギー                                     | CB                                                   | ウェイクフォレスト大学                               |
| 97       | テネシー・タイタンズ                   | レニー・カラン                                       | LB                                                   | ジョージア大学                                       |
| 98       | アトランタ・ファルコンズ               | マイク・ジョンソン                                   | G                                                    | アラバマ大学                                         |

### 4巡指名選手
| 指名順位 | チーム                             | 選手名                         | ポジション | 出身大学                           |
| 99       | セントルイス・ラムズ               | マーディ・ギリャード           | WR         | シンシナティ大学                   |
| 100      | ミネソタ・バイキングス             | エバーソン・グリフィン         | DE         | USC                                |
| 101      | タンパベイ・バッカニアーズ         | マイク・ウィリアムズ           | WR         | シラキューズ大学                   |
| 102      | ヒューストン・テキサンズ           | ダリル・シャープトン           | LB         | マイアミ大学                       |
| 103      | ワシントン・レッドスキンズ         | ペリー・ライリー               | LB         | ルイジアナ州立大学                 |
| 104      | テネシー・タイタンズ               | アルタラウン・バーナー         | CB         | UCLA                               |
| 105      | フィラデルフィア・イーグルス       | トレバード・リンドリー         | CB         | ケンタッキー大学                   |
| 106      | オークランド・レイダース           | ブルース・キャンベル           | OT         | メリーランド大学                   |
| 107      | バッファロー・ビルズ               | マーカス・イーズリー           | WR         | コネチカット大学                   |
| 108      | オークランド・レイダース           | ジャコビー・フォード           | WR         | クレムゾン大学                     |
| 109      | シカゴ・ベアーズ                   | コーリー・ウットン             | DE         | ノースウェスタン大学               |
| 110      | サンディエゴ・チャージャーズ       | ダレル・スタッキー             | S          | カンザス大学                       |
| 111      | シアトル・シーホークス             | ウォルター・サーモンド         | CB         | オレゴン大学                       |
| 112      | ニューヨーク・ジェッツ             | ジョー・マクナイト             | RB         | USC                                |
| 113      | ニューイングランド・ペイトリオッツ | アーロン・ヘルナンデス         | TE         | フロリダ大学                       |
| 114      | ボルチモア・レイブンズ             | デニス・ピタ                   | TE         | ブリガムヤング大学                 |
| 115      | ニューヨーク・ジャイアンツ         | フィリップ・ディラード         | LB         | ネブラスカ大学                     |
| 116      | ピッツバーグ・スティーラーズ       | タデアス・ギブソン             | DE         | オハイオ州立大学                   |
| 117      | アトランタ・ファルコンズ           | ジョー・ホウリー               | G          | ネバダ大学ラスベガス校             |
| 118      | ヒューストン・テキサンズ           | ギャレット・グレアム           | TE         | ウィスコンシン大学                 |
| 119      | マイアミ・ドルフィンズ             | A・J・エッズ                   | LB         | アイオワ大学                       |
| 120      | シンシナティ・ベンガルズ           | ジーノ・アトキンス             | DT         | ジョージア大学                     |
| 121      | フィラデルフィア・イーグルス       | キーナン・クレイトン           | LB         | オクラホマ大学                     |
| 122      | フィラデルフィア・イーグルス       | マイク・カフカ                 | QB         | ノースウェスタン大学               |
| 123      | ニューオーリンズ・セインツ         | アル・ウッズ                   | DT         | ルイジアナ州立大学                 |
| 124      | カロライナ・パンサーズ             | エリック・ノーウッド           | LB         | サウスカロライナ大学               |
| 125      | フィラデルフィア・イーグルス       | クレイ・ハーバー               | TE         | ミズーリ州立大学                   |
| 126      | ダラス・カウボーイズ               | アクワシ・オウス＝アンサー     | CB         | ペンシルベニア州立インディアナ大学 |
| 127      | シアトル・シーホークス             | E・J・ウィルソン               | DE         | ノースカロライナ大学               |
| 128      | インディアナポリス・コルツ         | ジャック・マクレンドン         | G          | テネシー大学                       |
| 129      | デンバー・ブロンコス               | ジュリアス・トーマス           | TE         | ポートランド州立大学               |
| 130      | アリゾナ・カージナルス             | オブライエン・ショーフィールド | DE         | ウィスコンシン大学                 |
| 131      | シンシナティ・ベンガルズ           | ロドリック・マッケロイ         | LB         | テキサス大学                       |

### 5巡指名選手
| 指名順位 | チーム                             | 選手名                         | ポジション | 出身大学                       |
| 132      | セントルイス・ラムズ               | マイケル・フーマナワヌイ       | TE         | イリノイ大学                   |
| 133      | シアトル・シーホークス             | カム・チャンセラー             | S          | バージニア工科大学             |
| 134      | フィラデルフィア・イーグルス       | リッキー・サップ               | DE         | クレムゾン大学                 |
| 135      | アトランタ・ファルコンズ           | ドミニク・フランクス           | CB         | オクラホマ大学                 |
| 136      | カンザスシティ・チーフス           | ケンドリック・ルイス           | S          | ミシシッピ大学                 |
| 137      | デンバー・ブロンコス               | ペリッシュ・コックス           | CB         | オクラホマ州立大学             |
| 138      | オークランド・レイダース           | ウォルター・マクファーデン     | CB         | オーバーン大学                 |
| 139      | ニューヨーク・ジェッツ             | ジョン・コナー                 | FB         | ケンタッキー大学               |
| 140      | バッファロー・ビルズ               | エド・ワン                     | OT         | バージニア工科大学             |
| 141      | シカゴ・ベアーズ                   | ジョシュア・ムーア             | CB         | カンザス州立大学               |
| 142      | カンザスシティ・チーフス           | キャメロン・シェフィールド     | DE         | トロイ大学                     |
| 143      | ジャクソンビル・ジャガーズ         | ラリー・ハート                 | DE         | アーカンソー中央大学           |
| 144      | ヒューストン・テキサンズ           | シェリック・マクマニス         | CB         | ノースウェスタン大学           |
| 145      | マイアミ・ドルフィンズ             | ノーラン・キャロル             | CB         | メリーランド大学               |
| 146      | サンディエゴ・チャージャーズ       | キャム・トーマス               | DT         | ノースカロライナ大学           |
| 147      | ニューヨーク・ジャイアンツ         | ミッチ・ペトラス               | G          | アーカンソー大学               |
| 148      | テネシー・タイタンズ               | ロバート・ジョンソン           | S          | ユタ大学                       |
| 149      | セントルイス・ラムズ               | ホール・デービス               | DE         | ルイジアナ大学ラファイエット校 |
| 150      | ニューイングランド・ペイトリオッツ | ゾルタン・メスコ               | P          | ミシガン大学                   |
| 151      | ピッツバーグ・スティーラーズ       | クリス・スコット               | OT         | テネシー大学                   |
| 152      | シンシナティ・ベンガルズ           | オーティス・ハドソン           | G          | 東イリノイ大学                 |
| 153      | ジャクソンビル・ジャガーズ         | オーステン・レイン             | DE         | マレー州立大学                 |
| 154      | グリーンベイ・パッカーズ           | アンドリュー・クォーレス       | TE         | ペンシルベニア州立大学         |
| 155      | アリゾナ・カージナルス             | ジョン・スケルトン             | QB         | フォーダム大学                 |
| 156      | ボルチモア・レイブンズ             | デビッド・リード               | WR         | シラキューズ大学               |
| 157      | ボルチモア・レイブンズ             | アーサー・ジョーンズ           | DT         | シラキューズ大学               |
| 158      | ニューオーリンズ・セインツ         | マット・テナント               | C          | ボストンカレッジ               |
| 159      | フィラデルフィア・イーグルス       | ライリー・クーパー             | WR         | フロリダ大学                   |
| 160      | クリーブランド・ブラウンズ         | ラリー・アサンテ               | S          | ネブラスカ大学                 |
| 161      | ミネソタ・バイキングス             | クリス・デギア                 | OT         | ウェイクフォレスト大学         |
| 162      | インディアナポリス・コルツ         | ブロディ・エルドリッジ         | TE         | オクラホマ大学                 |
| 163      | マイアミ・ドルフィンズ             | レシャド・ジョーンズ           | S          | ジョージア大学                 |
| 164      | ピッツバーグ・スティーラーズ       | クレズドン・バトラー           | CB         | クレムゾン大学                 |
| 165      | アトランタ・ファルコンズ           | ケリー・マイアー               | WR         | カンザス大学                   |
| 166      | ピッツバーグ・スティーラーズ       | スティーブンソン・シルベスター | LB         | ユタ大学                       |
| 167      | ミネソタ・バイキングス             | ネイサン・トリプレット         | LB         | ミネソタ大学                   |
| 168      | サンディエゴ・チャージャーズ       | ジョナサン・クロンプトン       | QB         | テネシー大学                   |
| 169      | グリーンベイ・パッカーズ           | マーシャル・ニューハウス       | OT         | テキサスクリスチャン大学       |

### 6巡指名選手
| 指名順位 | チーム                                 | 選手名                   | ポジション | 出身大学                         |
| 170      | セントルイス・ラムズ                   | フェンディ・オノバン     | TE         | ヒューストン大学                 |
| 171      | アトランタ・ファルコンズ               | シャン・シリンガー       | S          | モンタナ大学                     |
| 172      | タンパベイ・バッカニアーズ             | ブレント・ボーデン       | P          | バージニア工科大学               |
| 173      | サンフランシスコ・フォーティナイナーズ | アンソニー・ディクソン   | RB         | ミシシッピ州立大学               |
| 174      | ワシントン・レッドスキンズ             | デニス・モリス           | TE         | ルイジアナ工科大学               |
| 175      | カロライナ・パンサーズ                 | グレッグ・ハーディ       | DE         | ミシシッピ大学                   |
| 176      | テネシー・タイタンズ                   | ラスティ・スミス         | QB         | フロリダアトランティック大学     |
| 177      | クリーブランド・ブラウンズ             | カールトン・ミッチェル   | WR         | 南フロリダ大学                   |
| 178      | バッファロー・ビルズ                   | アーサー・モーツ         | DE         | ジェームズ・マディソン大学       |
| 179      | ダラス・カウボーイズ                   | サム・ヤング             | OT         | ノートルダム大学                 |
| 180      | ジャクソンビル・ジャガーズ             | デジ・カリム             | RB         | 南イリノイ大学                   |
| 181      | シカゴ・ベアーズ                       | ダン・ルフィーバー       | QB         | 中央ミシガン大学                 |
| 182      | サンフランシスコ・フォーティナイナーズ | ネイト・バイナム         | TE         | ピッツバーグ大学                 |
| 183      | デンバー・ブロンコス                   | エリック・オルセン       | C          | ノートルダム大学                 |
| 184      | ニューヨーク・ジャイアンツ             | エイドリアン・トレイシー | LB         | ウィリアム・アンド・メアリー大学 |
| 185      | シアトル・シーホークス                 | アンソニー・マッコイ     | TE         | USC                              |
| 186      | クリーブランド・ブラウンズ             | クリフトン・ギャザーズ   | DE         | サウスカロライナ大学             |
| 187      | ヒューストン・テキサンズ               | シェリー・スミス         | G          | コロラド州立大学                 |
| 188      | ピッツバーグ・スティーラーズ           | ジョナサン・ドワイアー   | RB         | ジョージア工科大学               |
| 189      | セントルイス・ラムズ                   | ユージン・シムズ         | DE         | ウェスト・テキサスA&M大学        |
| 190      | オークランド・レイダース               | トラビス・ゴーテル       | LB         | アリゾナ州立大学                 |
| 191      | シンシナティ・ベンガルズ               | デズモン・ブリスコー     | WR         | カンザス大学                     |
| 192      | バッファロー・ビルズ                   | ブライス・ドレイク       | LB         | サウスダコタ州立大学             |
| 193      | グリーンベイ・パッカーズ               | ジェームズ・スタークス   | RB         | バッファロー大学                 |
| 194      | ボルチモア・レイブンズ                 | ラモン・ヘアウッド       | OT         | モアハウス大学                   |
| 195      | ピッツバーグ・スティーラーズ           | アントニオ・ブラウン     | WR         | 中央ミシガン大学                 |
| 196      | ダラス・カウボーイズ                   | ジャマー・ウォール       | CB         | テキサス工科大学                 |
| 197      | ヒューストン・テキサンズ               | トリンドン・ホリデー     | KR         | ルイジアナ州立大学               |
| 198      | カロライナ・パンサーズ                 | デビッド・ゲティス       | WR         | ベイラー大学                     |
| 199      | ミネソタ・バイキングス                 | ジョー・ウェブ           | QB         | アラバマ大学バーミングハム校     |
| 200      | フィラデルフィア・イーグルス           | チャールズ・スコット     | RB         | ルイジアナ州立大学               |
| 201      | アリゾナ・カージナルス                 | ジョリック・カルビン     | CB         | トロイ大学                       |
| 202      | カロライナ・パンサーズ                 | ジョーダン・ピュー       | CB         | テキサス農工大学                 |
| 203      | ジャクソンビル・ジャガーズ             | スコティー・マギー       | KR         | ジェームズ・マディソン大学       |
| 204      | カロライナ・パンサーズ                 | トニー・パイク           | QB         | シンシナティ大学                 |
| 205      | ニューイングランド・ペイトリオッツ     | テッド・ラーセン         | C          | ノースカロライナ州立大学         |
| 206      | サンフランシスコ・フォーティナイナーズ | カイル・ウィリアムズ     | WR         | アリゾナ州立大学                 |
| 207      | テネシー・タイタンズ                   | マイロン・ロール         | S          | フロリダ州立大学                 |

### 7巡指名選手
| 指名順位 | チーム                                 | 選手名                         | ポジション | 出身大学                         |
| 208      | ニューイングランド・ペイトリオッツ     | トーマス・ウェルチ             | OT         | バンダービルト大学               |
| 209      | バッファロー・ビルズ                   | リーバイ・ブラウン             | QB         | トロイ大学                       |
| 210      | タンパベイ・バッカニアーズ             | コディ・グリム                 | S          | バージニア工科大学               |
| 211      | セントルイス・ラムズ                   | マーキス・ジョンソン           | CB         | アラバマ大学                     |
| 212      | マイアミ・ドルフィンズ                 | クリス・マッコイ               | LB         | ミドルテネシー州立大学           |
| 213      | デトロイト・ライオンズ                 | ウィリー・ヤング               | DE         | ノースカロライナ州立大学         |
| 214      | ミネソタ・バイキングス                 | ミッキー・シューラー・ジュニア | TE         | ペンシルベニア州立大学           |
| 215      | オークランド・レイダース               | ジェレミー・ウェア             | CB         | ミシガン州立大学                 |
| 216      | バッファロー・ビルズ                   | カイル・キャロウェイ           | OT         | アイオワ大学                     |
| 217      | タンパベイ・バッカニアーズ             | デコダ・ワトソン               | LB         | フロリダ州立大学                 |
| 218      | シカゴ・ベアーズ                       | ジャマーカス・ウェブ           | OT         | ウェスト・テキサスA&M大学        |
| 219      | ワシントン・レッドスキンズ             | テレンス・オースティン         | WR         | UCLA                             |
| 220      | フィラデルフィア・イーグルス           | ジャマー・チェイニー           | LB         | ミシシッピ州立大学               |
| 221      | ニューヨーク・ジャイアンツ             | マット・ドッジ                 | P          | 東カロライナ大学                 |
| 222      | テネシー・タイタンズ                   | マーク・マリアニ               | WR         | モンタナ大学                     |
| 223      | カロライナ・パンサーズ                 | R・J・スタンフォード           | CB         | ユタ大学                         |
| 224      | サンフランシスコ・フォーティナイナーズ | フィリップ・アダムズ           | CB         | サウスカロライナ州立大学         |
| 225      | デンバー・ブロンコス                   | シドクアン・トンプソン         | CB         | カリフォルニア大学               |
| 226      | セントルイス・ラムズ                   | ジョージ・セルビー             | DE         | 南フロリダ大学                   |
| 227      | ヒューストン・テキサンズ               | ドリン・ディッカーソン         | TE         | ピッツバーグ大学                 |
| 228      | シンシナティ・ベンガルズ               | レジー・スティーブンス         | G          | アイオワ州立大学                 |
| 229      | ワシントン・レッドスキンズ             | エリック・クック               | C          | ニューメキシコ大学               |
| 230      | グリーンベイ・パッカーズ               | C.J.ウィルソン                 | DE         | 東カロライナ大学                 |
| 231      | ワシントン・レッドスキンズ             | セルビッシュ・ケイパーズ       | OT         | ウェストバージニア大学           |
| 232      | デンバー・ブロンコス                   | ジェイミー・カールー           | DE         | インディアナ大学                 |
| 233      | アリゾナ・カージナルス                 | ジム・ドレイ                   | TE         | スタンフォード大学               |
| 234      | ダラス・カウボーイズ                   | ショーン・リセモア             | DT         | ウィリアム・アンド・メアリー大学 |
| 235      | サンディエゴ・チャージャーズ           | デドリック・エプス             | TE         | マイアミ大学                     |
| 236      | シアトル・シーホークス                 | デクスター・デービス           | LB         | アリゾナ州立大学                 |
| 237      | ミネソタ・バイキングス                 | ライアン・ディンペリオ         | LB         | ラトガース大学                   |
| 238      | インディアナポリス・コルツ             | リカルド・マシューズ           | DT         | シンシナティ大学                 |
| 239      | ニューオーリンズ・セインツ             | ショーン・キャンフィールド     | QB         | オレゴン州立大学                 |
| 240      | インディアナポリス・コルツ             | カベル・コナー                 | LB         | クレムゾン大学                   |
| 241      | テネシー・タイタンズ                   | デビッド・ハワード             | DT         | ブラウン大学                     |
| 242      | ピッツバーグ・スティーラーズ           | ダグ・ワーシントン             | DT         | オハイオ州立大学                 |
| 243      | フィラデルフィア・イーグルス           | ジェフ・オーエンス             | DT         | ジョージア大学                   |
| 244      | フィラデルフィア・イーグルス           | カート・コールマン             | S          | オハイオ州立大学                 |
| 245      | シアトル・シーホークス                 | ジェーミソン・コンズ           | FB         | ケント州立大学                   |
| 246      | インディアナポリス・コルツ             | レイ・フィッシャー             | CB         | インディアナ大学                 |
| 247      | ニューイングランド・ペイトリオッツ     | ブランドン・デッドリック       | DT         | アラバマ大学                     |
| 248      | ニューイングランド・ペイトリオッツ     | ケイド・ウェストン             | DT         | ジョージア大学                   |
| 249      | カロライナ・パンサーズ                 | ロバート・マクレイン           | CB         | コネチカット大学                 |
| 250      | ニューイングランド・ペイトリオッツ     | ザック・ロビンソン             | QB         | オクラホマ州立大学               |
| 251      | オークランド・レイダース               | スティービー・ブラウン         | S          | ミシガン大学                     |
| 252      | マイアミ・ドルフィンズ                 | オースティン・スピトラー       | LB         | オハイオ州立大学                 |
| 253      | タンパベイ・バッカニアーズ             | エリック・ロリッグ             | DE         | スタンフォード大学               |
| 254      | セントルイス・ラムズ                   | ジョシュ・ハル                 | LB         | ペンシルベニア大学               |
| 255      | デトロイト・ライオンズ                 | ティム・ツーン                 | WR         | ウェバー州立大学                 |

## ドラフト外入団の主な選手
| チーム                                 | 選手名                   | ポジション | 大学                     |
| アリゾナ・カージナルス                 | マックス・ホール         | QB         | ブリガムヤング大学       |
| アトランタ・ファルコンズ               | ラファエル・ブッシュ     | S          | サウスカロライナ州立大学 |
| アトランタ・ファルコンズ               | ジャスティン・ドレシャー | LS         | コロラド大学             |
| ボルチモア・レイブンズ                 | モーガン・コックス       | LS         | テネシー大学             |
| バッファロー・ビルズ                   | ジョイク・ベル           | RB         | ウェイン州立大学         |
| バッファロー・ビルズ                   | デビッド・ネルソン       | WR         | フロリダ大学             |
| シンシナティ・ベンガルズ               | ジェームズ・デベリン     | FB         | ブラウン大学             |
| シンシナティ・ベンガルズ               | ビンセント・レイ         | LB         | デューク大学             |
| ダラス・カウボーイズ                   | バリー・チャーチ         | S          | トレド大学               |
| ダラス・カウボーイズ                   | フィル・コスタ           | C          | メリーランド大学         |
| ダラス・カウボーイズ                   | ダニー・マクレイ         | S          | ルイジアナ州立大学       |
| ダラス・カウボーイズ                   | アンドリュー・センデホ   | S          | ライス大学               |
| グリーンベイ・パッカーズ               | サム・シールズ           | CB         | マイアミ大学             |
| グリーンベイ・パッカーズ               | フランク・ゾンボ         | LB         | 中央ミシガン大学         |
| ヒューストン・テキサンズ               | ミッチ・アンライン       | DT         | ワイオミング大学         |
| ミネソタ・バイキングス                 | マーカス・シェレルズ     | KR         | ミネソタ大学             |
| ニューオーリンズ・セインツ             | ジュニア・ギャレット     | LB         | スティルマン大学         |
| ニューオーリンズ・セインツ             | クリス・アイボリー       | RB         | ティフィン大学           |
| ニューヨーク・ジャイアンツ             | ジェイク・バラード       | FB         | オハイオ州立大学         |
| ニューヨーク・ジャイアンツ             | ビクター・クルーズ       | WR         | マサチューセッツ大学     |
| ニューヨーク・ジェッツ                 | ジェフ・カンバーランド   | TE         | イリノイ大学             |
| フィラデルフィア・イーグルス           | オースティン・ハワード   | T          | 北アイオワ大学           |
| フィラデルフィア・イーグルス           | アレハンドロ・ビラヌエバ | OT         | 陸軍士官学校             |
| サンフランシスコ・フォーティナイナーズ | トレメイン・ブロック     | CB         | ベルヘイブン大学         |
| サンフランシスコ・フォーティナイナーズ | クリス・マラゴス         | S          | ウィスコンシン大学       |
| サンディエゴ・チャージャーズ           | ブライアン・ウォルターズ | WR         | コーネル大学             |
| セントルイス・ラムズ                   | タド・ルイス             | QB         | デューク大学             |
| セントルイス・ラムズ                   | ダリアン・スチュワート   | S          | サウスカロライナ大学     |
| タンパベイ・バッカニアーズ             | ジョージ・ジョンソン     | DE         | ラトガース大学           |
| テネシー・タイタンズ                   | ルギャレット・ブラント   | RB         | オレゴン大学             |
| ワシントン・レッドスキンズ             | ローガン・ポールセン     | TE         | UCLA                     |

## 補足ドラフト
補足ドラフトでは7巡でシカゴ・ベアーズがブリガムヤング大学のRBハーベイ・ウンガを、ダラス・カウボーイズがジョシュ・ブレントを指名した。両チームは2011年のドラフトで7巡指名権を失うこととなった。